# Bergnäset (Luleå)
Bergnäset is een stadje (tätort) binnen de Zweedse gemeente Luleå. Het stadje wordt rond 1900 gesticht en ligt tegenover de grote broer Luleå aan de Lule. Het wordt in 1954 door middel van een 854 meter lange basculebrug, destijds de langste in Zweden, verbonden met die stad. Bergnäset kent de volgende wijken: Gamla Bergnäset, Trollnäs, Trolleberg, Trollheden, Bergstaden, Villastaden en een industrieterrein.
Bestuurscentrum: Luleå (Tätort)
Tätort: Alvik · Antnäs · Bälinge · Bensbyn · Bergnäset · Brändön · Ersnäs · Gammelstad · Jämtön · Kallax · Karlsvik · Klöverträsk · Måttsund · Persön · Råneå · Rutvik · Södra Sunderbyn
Småort: Ale · Ängesbyn · Avan · Björknäs en Harrviken · Björsbyn · Böle · Börjelslandet · Brännan · Bränslan · Fällträsk · Gäddvik · Hagaviken · Midbyn · Mörön · Niemisel · Norra Gäddvik · Örarna · Reveln · Smedsbyn · Södra Prästholm · Sundom · Vitå
Overig: Alhamn · Skäret · Niemiholm